# Francesco Giovannelli
Francesco Giovannelli (Lecce, ... – 1789) è stato un organaro italiano.

## Biografia
Iniziò gli studi a Napoli presso una bottega di organari. Successivamente torna nel capoluogo salentino e lavorò per diverse chiese e monasteri in Terra d'Otranto e nel barese. Francesco Giovannelli muore nel 1789 ed è considerato l’ultimo grande organaro salentino.

## Elenco dei lavori di Francesco Giovannelli
Di seguito un elenco, non esaustivo, dei lavori effettuati da Francesco Giovannelli :
- Terlizzi, chiesa di Sant'Anna del 1745 ora in cattedrale.
- Martina Franca, chiesa del Monte Purgatorio del 1749.
- Terlizzi, chiesa di San Ignazio del 1768.
- Massafra, chiesa di San Benedetto del 1768.
- Merine, frazione di Lizzanello, chiesa madre di Santa Maria delle Grazie del 1783.